# Carinatidiplosis scapiformis
Carinatidiplosis scapiformis är en tvåvingeart som beskrevs av Fedotova 2004. Carinatidiplosis scapiformis ingår i släktet Carinatidiplosis och familjen gallmyggor. Inga underarter finns listade i Catalogue of Life.